# Ejbybunkeren
Ejbybro Bunkeren (Ejbybunkeren) er et tidligere militært anlæg fra koldkrigstiden beliggende i udkanten af Rødovre i Hovedstadsområdet. Siden 2012 har det været indrettet som oplevelsescenter.

## Historie
Anlægget blev opført omkring 1954 som kommandocentral for Københavns Luftforsvar. Herfra styredes først kanon- og senere raketforsvaret omkring København. Da de første NIKE-raket-eskadriller blev dannet omkring 1960, kom raketkontrollen for både NIKE- og senere HAWK-eskadrillerne også til at ligge her.
Komplekset er indrettet med situationsrummet i midten og gange med tilhørende lokaler i hele bunkerens perimeter. Bunkeren ligger på Vestvolden, lige syd for Jyllingevej, på Ejbyvej 190. Den er bygget i flere etager, og delvis bygget ind i den gamle Vestvold. En af voldens gamle kaponiere i umiddelbar nærhed af bunkeren fungerede efter en ombygning som radiobunker. 
Kommandocentralen blev i 1971 flyttet til bunkeren ved Forsvarskommandoen i Vedbæk (Vedbækbunkeren) , der nu også er lukket. Bunkeren ophørte med at fungere som kontrolcentral i september 2001. Forsvarskommandoen ligger indtil videre på Holmen.
Forsvaret forlod Ejbybro Bunkeren i 2005 og overlod den til Skov- og Naturstyrelsen, som lod den stå tom indtil den blev åbnet for offentligheden 14. september 2012.
Der findes en del myter omkring bunkeren. En af dem er, at der skulle være en hemmelig tunnel til Amalienborg. Det passer nok ikke, men er en sjov historie.

## Galleri
- Indgangen
- Slusevagten ved indgangen
- Gangareal
- Situationsrummet
- Situationstavlen
- Gasfiltre
- Nødgenerator